# مقبرة 20

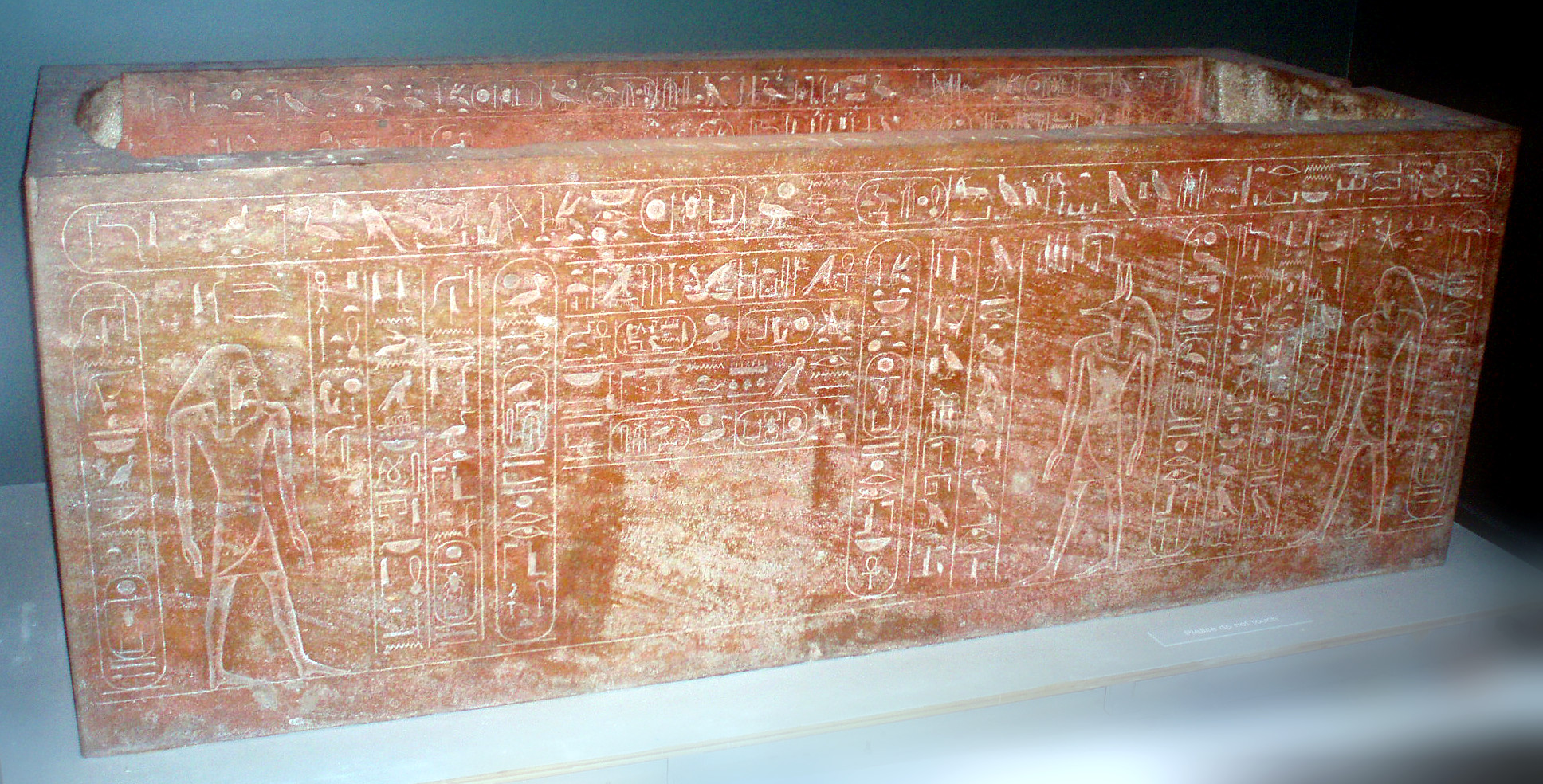
أحد توابيت حتشبسوت وجدت في مقبرتها.كان مخصصا لها ثم أعيد كتابته ليختص بأبيها تحتمس الأول.

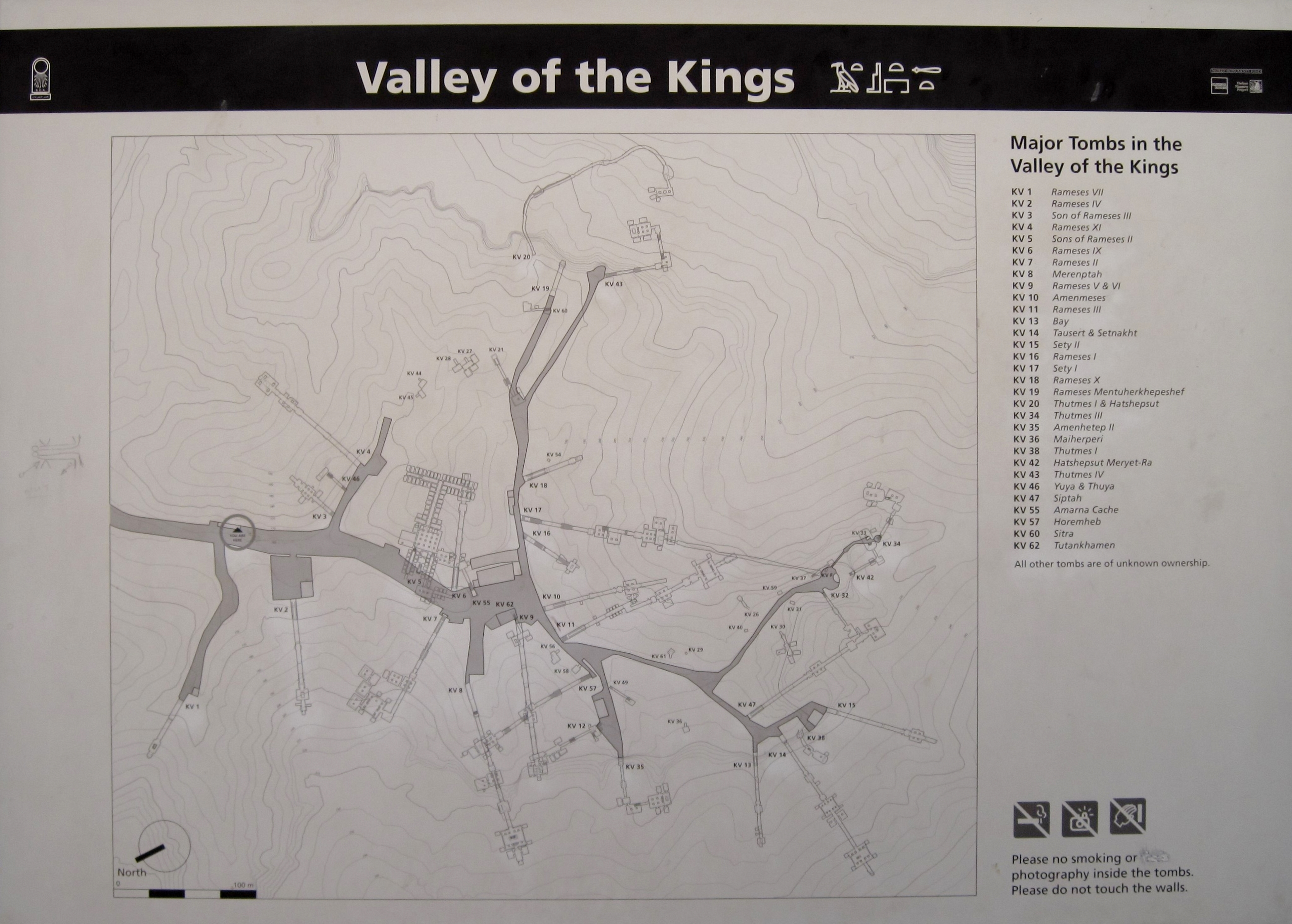
خريطة وادي الملوك.

مقبرة 20 وتعرف عالميا باسم مقبرة KV20، وتقع في الوادي الشرقي بوادي الملوك بمصر، ويرجح أنها أولى المقابر الملكية التي بنيت في وادي الملوك وشيدت أساسا لتكون المثوى الأخير لفرعون مصر تحتمس الأول (والذي نقل فيما بعد إلى مقبرة 38) ثم استخدمت بعد ذلك لدفن الملكة حتشبسوت التي قامت بتوسعة المقبرة لتضم رفاتها ورفات والدها جنبا إلى جنب، وكان علماء الحملة الفرنسية على علم بوجود المقبرة عندما زاروا المنطقة عام 1799 وقاموا بتدوينها في سجلاتهم العلمية التي نشرت فيما بعد تحت اسم وصف مصر إلا أن دراسة المقبرة بشكل كامل لم يتم إلا على يد هوارد كارتر عام 1903 على الرغم من توافد العديد من المستكشفين عليها فيما بين 1799 و1903 . والمقبرة 20 تعد نموزجا فريدا بين مقابر وادي الملوك جميعها بسبب تصميمها الفريد وممراتها الدائرية لمسافة 210 أمتار تقريبا في أتجاه عقارب الساعة.

## وصلات خارجية
- مشروع تخطيط طيبة: مقبرة 20 - يضم وصفا وصورا وخرائط للمقبرة.

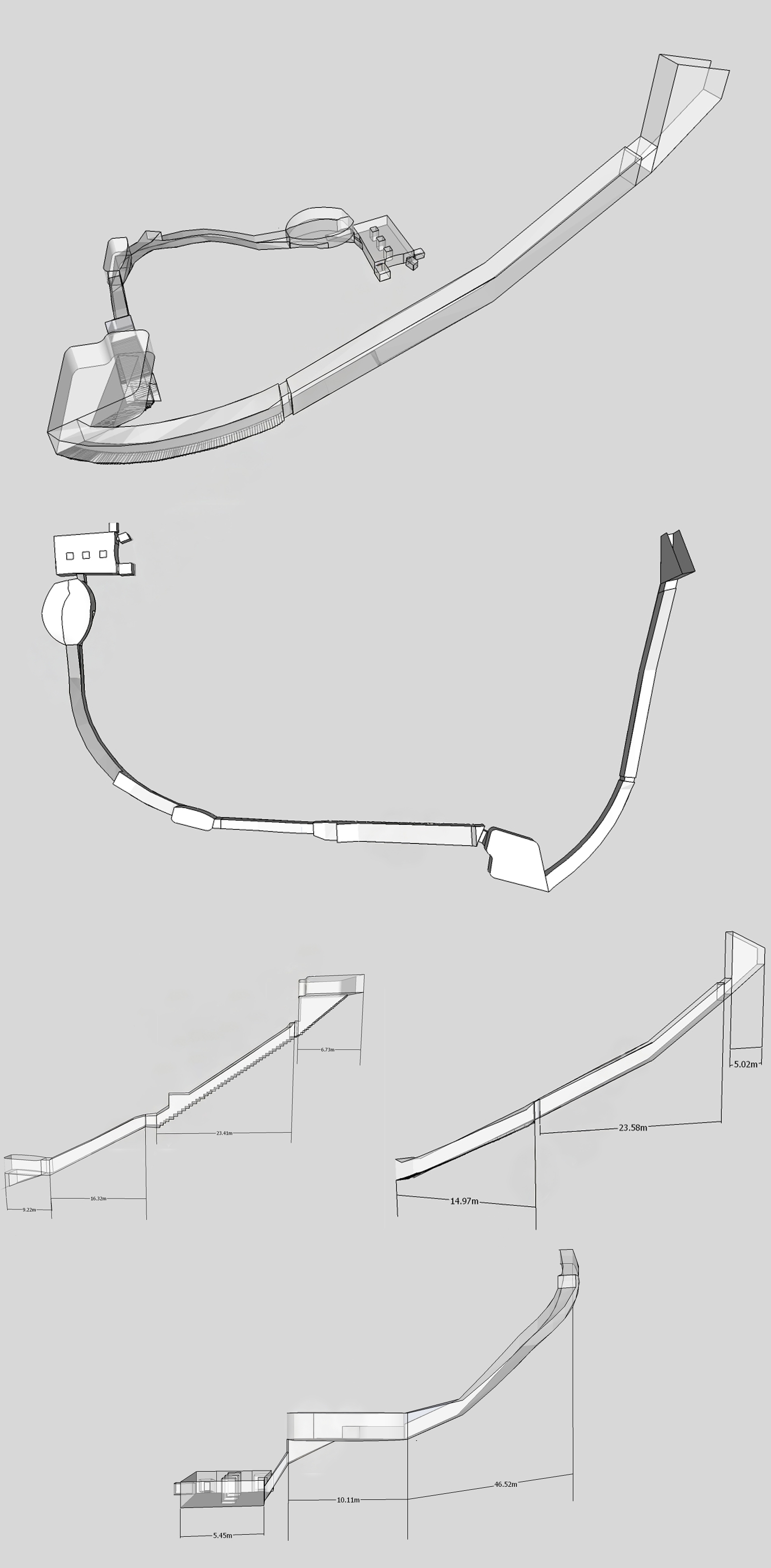
مقطع يبين مقبرة حتشبسوت KV20 : الشكل العلوي يبنها من الجانب ، والرسم الأوسط يبينها من أعلى. وترى أسفل منهما بعض التفاصيل